# Bioprospección
La bioprospección (del griego βιο: vida, y del latín prospectĭo: exploración) es el estudio de la naturaleza dedicado al hallazgo de organismos y sustancias con posibles usos para beneficio del ser humano que pueden tener un valor comercial significativo en sectores como el industrial, alimentario, cosmético y farmacéutico, entre otros. Se entiende entonces como la búsqueda sistemática, clasificación e investigación de nuevas fuentes de compuestos químicos, genes, proteínas, microorganismos y otros productos con valor económico actual o potencial, que forman parte de la biodiversidad.
El estudio se enfoca en aquellas especies y componentes que presentan características físicas y biológicas particulares, capaces de producir sustancias especiales y de adaptarse a condiciones extremas para su supervivencia. Es especialmente en ecosistemas frágiles, polos y fondos marinos donde se encuentran organismos de este tipo.
En la bioprospección se hace uso de las técnicas moleculares empleadas en biotecnología para beneficio de la humanidad, a través de la actividad de la industria química, farmacéutica, agrícola, entre otras. Se define como la búsqueda dirigida de (micro)- organismos con capacidades económicas útiles, como la producción de nuevos fármacos (antibióticos), enzimas, nutrientes, etc. Es una herramienta científica que ha contribuido al progreso social y científico de la especie humana.

## Historia
Aunque el término “bioprospección” es de uso reciente, sucesos asociados a esta actividad datan de siglos atrás en la historia de la humanidad. Sus orígenes se encuentran en la necesidad de dar soluciones a problemas específicos de adaptación de las poblaciones humanas a los hábitats cambiantes, como lo fue el uso que hicieron los Jesuitas españoles de la corteza de la quina, procedente del árbol Cinchona officinalis (quina o quinaquina), como remedio para la Malaria, la cual fue utilizada por las culturas precolombinas del Perú y Ecuador como medicamento mucho antes del descubrimiento del Nuevo Mundo. Hoy en día los gobiernos regulan esta práctica, conformándola como una actividad legal y controlada, garantizando así la protección de la biodiversidad, además de los posibles derechos de los países en los cuales se tipifican y extraen conocimientos o productos.
Cabe destacar la constante presencia de la bioprospección en la historia, tanto de la Ciencia como de las diferentes especies de homínidos que nos han precedido, como forma de mejora de los recursos disponibles y por ende de la supervivencia de las poblaciones.

## Metodología Recomendada
Para llevar a cabo un proceso de bioprospección, se recomienda en primera instancia la investigación literaria y revisión científica acerca de la biodiversidad. Para esto, son necesarias la recolección y lectura pertinentes de libros y artículos dedicados a las especies de plantas y animales, y compuestos naturales a tratar. Con base en el estudio bibliográfico elaborado, el paso a seguir consiste en realizar expediciones a los lugares de origen de la especie o elemento, para recolectar muestras, o establecer convenios con centros de investigación del lugar, en la medida de lo posible. Finalmente, se debe analizar y probar el material recolectado con el fin de identificar algún producto con aplicaciones potencialmente comerciales.

## Ejemplos
- Biología Molecular:

La enzima Taq Polimerasa, obtenida a partir de la bacteria Thermus aquaticus de ecosistemas geotérmicos. Esta enzima es utilizada en técnicas de replicación de un ADN particular,  proceso conocido como PCR, para la identificación de virus y bacterias causantes de enfermedades.
- Industria Cosmética:

Obtención de aceite de cohune a partir de la palma Orbignya cohune. Este aceite es usado como cosmético humectante y suavizante del cuerpo y el pelo. Usualmente se emplea en la producción de champú, jabones y lociones.
- Usos Medicinales:

La Quinina, extraída de la cinchona (Planta nacional del Ecuador), fue la medicina principal durante el siglo XIX para combatir la malaria.
El Epibatidine, es un principio activo generado por la secreción de la rana venenosa Epipedobates tricolor, habitante de bosques de Colombia, Ecuador, Perú y Bolivia. Se plantea su uso como analgésico 200 veces más poderoso que la morfina.
- Sector pesquero:

El Cunaniol, derivado de la planta amazónica Clibadium sylvestre, es un veneno natural utilizado para la pesca.

## Bioprospección Marina
Aunque ya han sido más de tres décadas desde que empezaron a surgir los nuevos usos y aplicaciones de los océanos, los ecosistemas marinos son medios prácticamente inexplorados y desprotegidos, a pesar de ser parte de los más productivos y con mayores beneficios potenciales para el hombre. Ecosistemas como fuentes hidrotermales, montañas submarinas y arrecifes de coral, especialmente de aguas frías, son fuentes de nuevos recursos, explotaciones y posibilidades de exploración innumerables para el hombre. Por ejemplo, se encuentra el caso de la gran riqueza minera de sulfitos polimetálicos en las fuentes hidrotermales o de cobalto en las montañas submarinas.
Actualmente, la explotación minera de los fondos marinos está a cargo de la IBSA (Autoridad Internacional de los Fondos Marinos), organización dedicada a la exploración y explotación sostenible de las fuentes minerales en estos ecosistemas. A su vez, se encarga de la preservación de estos medios y su biodiversidad, además de incentivar actividades científicas internacionales de investigación.
A pesar de esto, otras áreas de exploración como la prospección de recursos genéticos, de organismos y microorganismos, no están delegadas a ninguna organización internacional. Lo anterior implica que las actividades realizadas sobre estas áreas se encuentran fuera de cualquier tipo de restricciones y controles para protección de la biodiversidad.